# 穆勞爾施洛斯貝格山

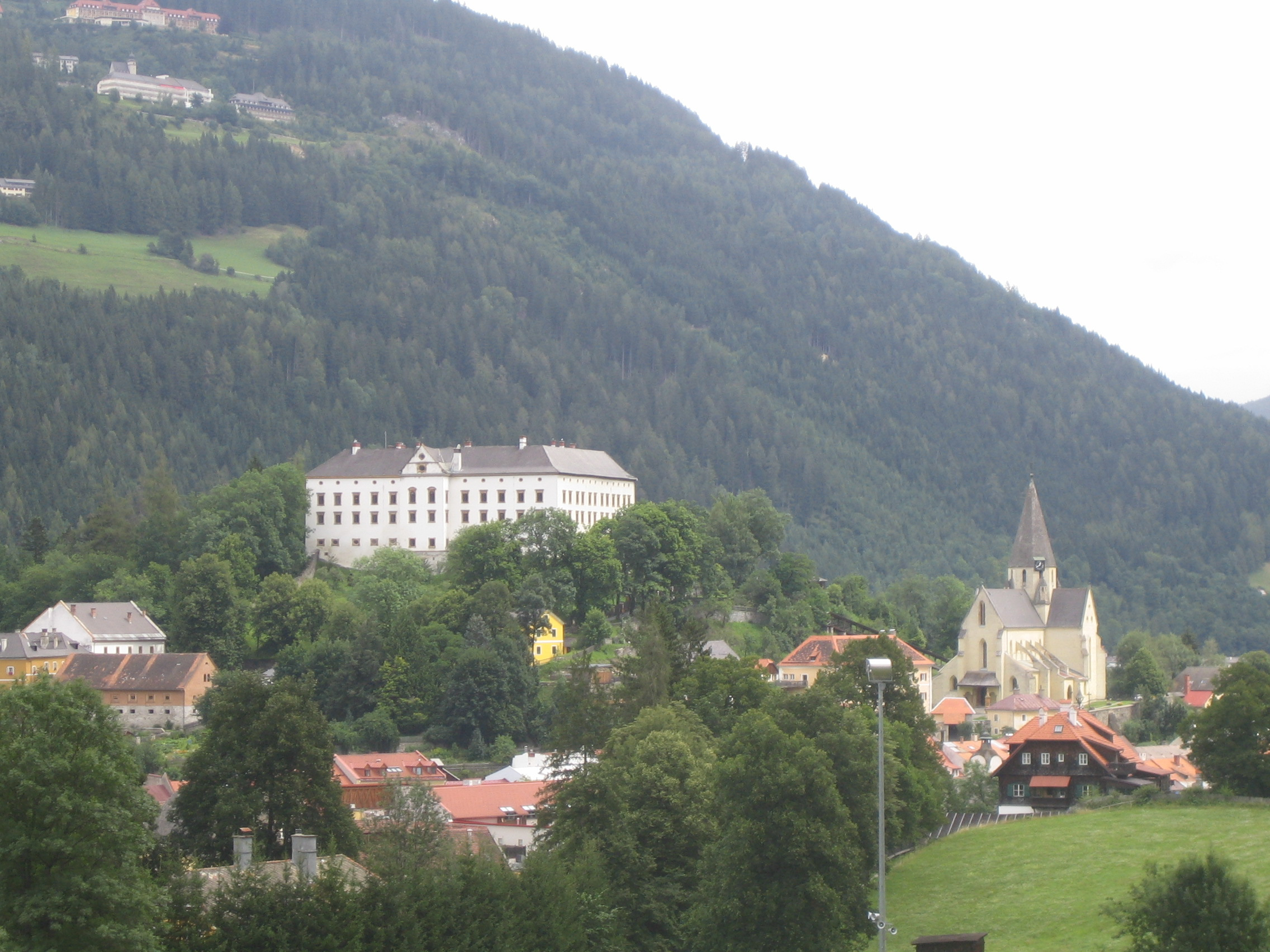

47°6′42″N 14°10′9″E / 47.11167°N 14.16917°E
穆勞爾施洛斯貝格山（德語：Murauer Schlossberg），是奧地利的山峰，位於該國東南部，由施泰爾馬克州負責管轄，屬於穆爾山脈的一部分，處於穆勞境內，海拔高度860米。